# Gregory S. Forbes
Pour les articles homonymes, voir Forbes (homonymie).
Gregory Stanley Forbes est un météorologue américain spécialisé dans l'étude de la convection atmosphérique dont les tornades et autres phénomènes violents associés aux orages. Il est également connu comme l'expert à la chaîne télévisée The Weather Channel en matière de conditions météorologiques extrêmes dues aux orages.

## Biographie
Né et élevé près de Latrobe, en Pennsylvanie, Forbes a obtenu un BSc en météorologie en 1972 à l'université d'État de Pennsylvanie (Penn State) puis a étudié les tornades et les orages violents à l'université de Chicago où il a obtenu son doctorat sous la direction du fameux Ted Fujita,.
Sa thèse portait sur le Super Outbreak de 1974, une éruption exceptionnelle de tornades où il travailla avec d'autres étudiants à l'enquête aérienne et terrestre des dégâts laissés par les tornades. Fujita et son groupe en tirèrent les preuves à propos de l'existence des familles des tornades, des tornades à vortex multiples. C'est à partir de ces données qu'il a confirmer dans un article de 1981 que l'écho en crochet sur les images d'un radar météorologique est le plus souvent associé au développement d'une tornade.
Forbes a été responsable de section durant le programme de recherche NIMROD, le premier à mesurer et étudier à grande échelle les vents violents causés par les rafales descendantes des orages, dont les microrafales. Il a ensuite rejoint le département de météorologie de Penn State en 1978, où il a enseigné l'analyse et la prévision du temps, les catastrophes naturelles et d'autres sujets jusqu'à ce qu'il rejoigne The Weather Channel (TWC) en juin 1999.
Forbes a eu une variété de campagnes d'étude sur le terrain en dehors de la salle de classe, y compris l'étude des dommages causés par environ 300 tornades et des vents violentes associés à des tempêtes comme l'ouragan Andrew et le typhon Paka. Dans le cadre de ses recherches à Penn State, il a été chef prévisionniste pour de nombreux programmes de recherche in situ à travers le pays,.Il a effectué des recherches et des consultations en collaboration avec le National Weather Service aux États-Unis et avec les services météorologiques nationaux en Afrique du Sud, en Espagne et aux Pays-Bas. Il y a également enseigné des ateliers en météorologie opérationnelle. Il a passé trois étés à effectuer des études pour améliorer les prévisions de la foudre au Kennedy Space Center.
Après avoir rejoint TWC, il poursuivit quand même des recherches plus limitées et fut prévisionniste en Suède pour un projet de la NASA durant l'hiver 1999-2000 pour une étude visant à mesurer le trou d'ozone polaire. Il fit aussi partie de l'équipe de développement de l'échelle de Fujita améliorée qui en 2007 remplaça l'échelle de Fujita originale de 1971.
Le 12 janvier 2017, The Weather Channel a annoncé sur sa page Facebook que le Dr Forbes avait décidé de passer d'un statut à temps plein à un statut à temps partiel car à 66 ans il voulait voyager après avoir vaincu un cancer trois ans plus tôt. Le 6 juillet 2018, Forbes a annoncé qu'il serait présent seulement occasionnellement.

## Reconnaissance
Forbes est membre et Fellow de l'American Meteorological Society (AMS) et ancien membre du Board on Atmospheric Sciences and Climate du Conseil national de la recherche des États-Unis. En 2017-2018, il a été nommé conférencier émérite de l'American Meteorological Society/Sigma Xi. Parmi ses nombreux prix professionnels et personnels, Forbes a été récompensé par le GEMS Alumni Achievement Award 2001.
Il a écrit de nombreux articles sur les tornades, les orages violents et d'autres sujets météorologiques et a co-écrit et co-édité les livres Natural and Technological Disasters et Images in Weather Forecasting, ce dernier traitant de l'utilisation des images satellite et radar dans les prévisions météorologiques.